# Sexualundervisning i Sverige
Sexualundervisning i Sverige har sedan 1955 haft som syfte att ge elever en åldersanpassad kunskap kring frågor som berör sex och samlevnad. Undervisningen tar upp olika delar av människans sexualitet och berör bland annat sexuellt umgänge, anatomi, fortplantning, könssjukdomar, preventivmedel, ansvar och rättigheter inom sexuella relationer. 
Under 1900-talet infördes folkskolans läroplan för sexualundervisning som skulle innefatta hembygdskunskap på lågstadiet, naturkunskap på mellanstadiet och biologi på högstadiet. Innehållet skulle enligt skolplanen, meddelas på ett lämpligt sätt för åldersstadiet och i förhållande till sociala, psykiska och psykologiska synpunkter. Sexual- och samlevnadsfrågor skulle besvaras utifrån både individuella och samhälleliga aspekter för att öka elevers förståelse kring ämnet. Aktuella frågor inom sexualundervisningen belystes även i förhållande till elevernas egna tankar. Skolans främsta uppgift var, och är än idag, att vägleda barn med både grundläggande och vidare utvecklade kunskaper inom sexualundervisning.

## Historia
Under tidigt 1900-tal präglas samhället av illegala aborter, könssjukdomar och fattigdom vilket väcker intresset för sexualupplysning i Sverige. År 1929 får riksdagen ett förslag om att vidta olika åtgärder för att kunna införa sexualundervisning som ett obligatoriskt ämne på skolschemat. Förslaget avslås slutligen och åren går utan några stora insatser för att föra frågan vidare. Betydelsen av sexualupplysning i skolorna slås så småningom fast av 1935 års befolkningskommission som motiverar beslutet med att sexuella frågor lägger grunden för vår civilisation och är högst nödvändiga att bli besvarade i ung ålder.

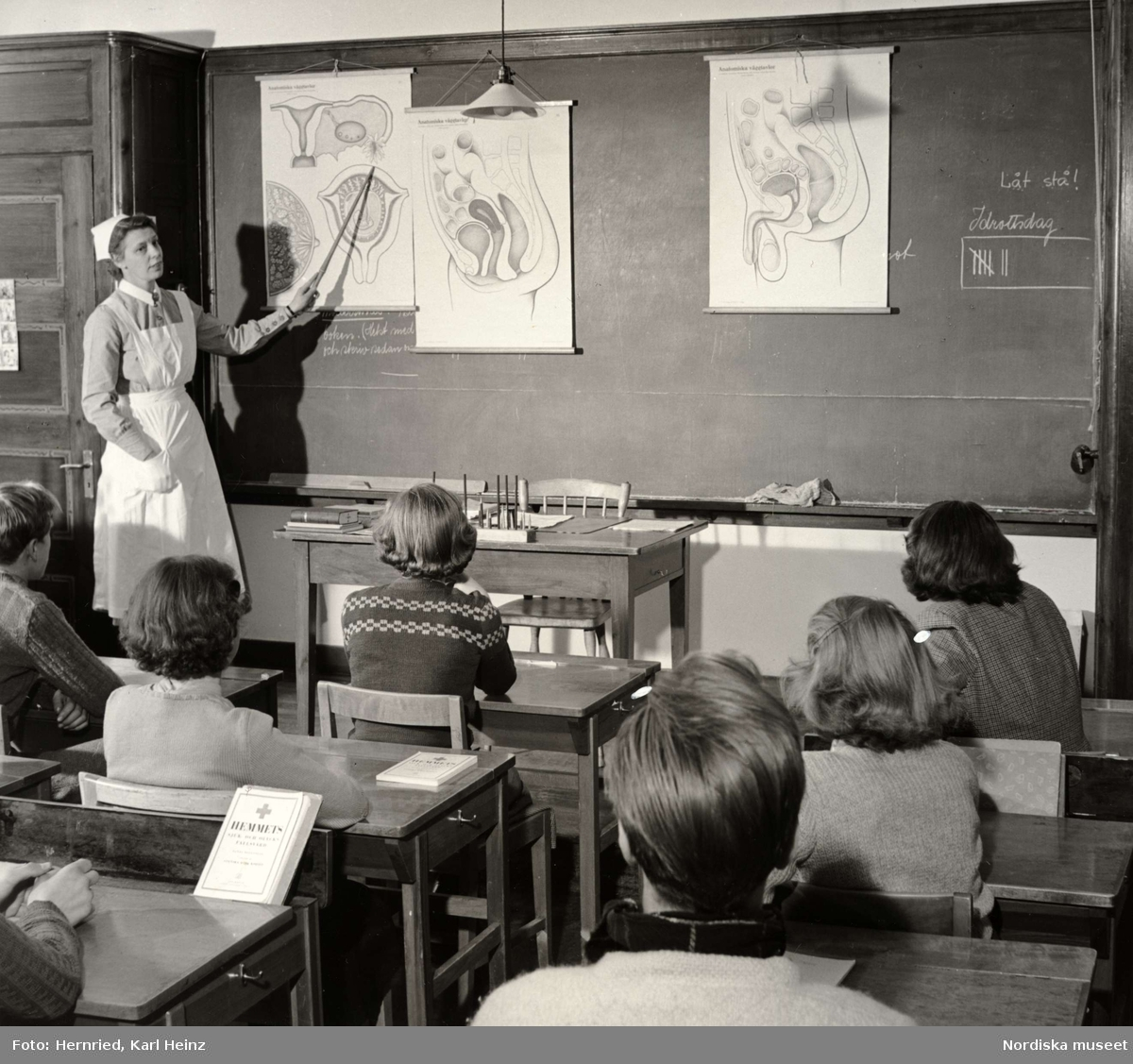
Sexualundervisning i skola under 1900-talets folkhem.

År 1938 väcks intresset för studier inom sexualfrågan och pedagoger börjar hålla kurser och studiecirklar i de större städerna. På de flesta platserna i landet finns det däremot inte några kompetenta ledarkrafter och många saknar en utbildning inom sexualpedagogik. De sommarkurser som anordnats av skolstyrelsen sedan 1936 hade endast plats för 50 personer åt gången. Formellt sett hade det inte funnits något förbud mot sexualundervisning i skolan men det huvudsakliga problemet var bristen på utbildade lärarkrafter. Förslaget till lösningen på detta problem vara att nå ut till allmänheten och ungdomsorganisationer genom kollektivt utbildande.

### Folkskolan
Från 1930-talet börjar även tredje klass att ingå i folkskolans småskola som sedan 1858 endast varit benämning på första och andra klass. Enligt folkskolans överstyrelse fanns det behov av en förenklad sexualundervisning i småskolan som bland annat skulle innefatta kunskap om fortplantning, könsorganens uppbyggnad och funktioner. Undervisningen som skulle avses till elever i yngre åldrar skulle vara enkel och saklig med korta svar på elevernas egna frågor. I fjärde klass skulle sexualundervisningen behandla flora och fauna för att kunna förstå djur- och växtlivets fortplantning. Folkskolan ansåg att det skulle vara lämpligast att börja med den könlösa fortplantningen hos blommor och förökningen genom ståndare och pistiller. Inom undervisningen användes planscher, teckningar och iakttagelser av olika växter i klassrummet. I fjärde klass började man senare med att undervisa om djurens parning med utgångspunkt i boskap och husdjur.
I sjunde klass började folkskolans sexualundervisning att behandla människans fortplantning. Undervisningen bestod av repetition från tidigare årskurser och kombinerades med läran om kroppens olika biologiska funktioner, såsom förbränning och ämnesomsättning. Utbildningen gick sedan vidare till att behandla befruktning och könsorganens uppbyggnad som illustrerades med schematiska bilder. Sexualundervisningen var vid denna tidpunkt ännu inte obligatoriskt inom folkskolan men det ökade intresset för att ge eleverna ökad kunskap inom ämnet var påtagligt runt omkring i Sverige.

#### Sexualundervisning blir ett skolämne
Regeringen rekommenderar den 1 juli år 1942 att sexualundervisning ska meddelas inom folkskolan. Den motvilja som tidigare funnits mot sexualundervisningen var fortfarande märkbar på många håll. Misstron bottnade huvudsakligen hos vuxna som ansåg att det skulle vara opassande för yngre att få kunskap kring könsorgan eller hur vuxna bär sig åt för att få fler barn. Det var därför viktigt för folkskolan att understryka att undervisningen skulle ske strikt anpassad till olika ålder med inriktning på befruktning genom behandling av växter och djurs fortplantning. Sexuell återhållsamhet innan äldre ålder var även något som skulle komma att betonas inom folkskolans sexualundervisning.
Det första stadiet av folkskolans sexualundervisningen var hembygdsundervisningen som innefattade grundlära inom biologi med förberedande kunskaper inom skillnaderna mellan könen samt barnets utveckling innan födsel. När man behandlat dessa delar gick man vidare delen vid namn naturkunnighet som innebar en fördjupad lära av könslivens uppbyggnad och människans befruktning. Det var även vid detta avsnitt som undervisning om könssjukdomar skulle börja behandlas med utgångspunkt i förekomst, utbredning och fara. Det tredje stadiet handlade om tillämplighet och hur utbildningen skulle utföras av lärare där man ifrågasatte gemensam sexualundervisning bland pojkar och flickor.
I folkskolan undervisades pojkar och flickor gemensamt i många fall men under sexualundervisningen skiljdes de emellertid åt. Detta ansågs vara lämpligt men var upp till skolledningen att besluta. I praktiken skulle sexualundervisningen vara ett naturligt led inom folkskolan och ske gemensamt bland flickor och pojkar. Däremot ansågs det vara passande om man skiljdes åt vid beskrivning av könsorganens uppbyggnad och funktioner. Beslutet att separera pojkar och flickor under undervisningen motiverades även med att det var högst angeläget att dela upp dem vid laborationer som var en viktig del av sexualläran i folkskolan. Under laborationerna skulle man även låta eleverna vänja sig med en uppdelad sexualundervisning.

## RFSU och sexualundervisning
Riksbundet för sexuell upplysning (RFSU) är en ideell organisation grundad 1933 som arbetar med information om sexuell och reproduktiv hälsa (SRHR) samt upplysning kring sexualitet och samlevnad. Organisationen har haft en aktiv roll inom införandet av sexualundervisning i folkskolan och är aktiva än idag inom sexualupplysning globalt. Redan 1933 skriver RFSU i sin tidskrift, Sexuell Upplysning, att man inte borde skilja på undervisning inom biologi och sexualundervisning. Organisationen menade på att man redan i ett tidigt stadium skulle börja undervisa om sexualitet under barnens uppväxt. Inom skolans sexualkunskap skulle undervisningen knytas an till naturläran och utvecklas med åldern.

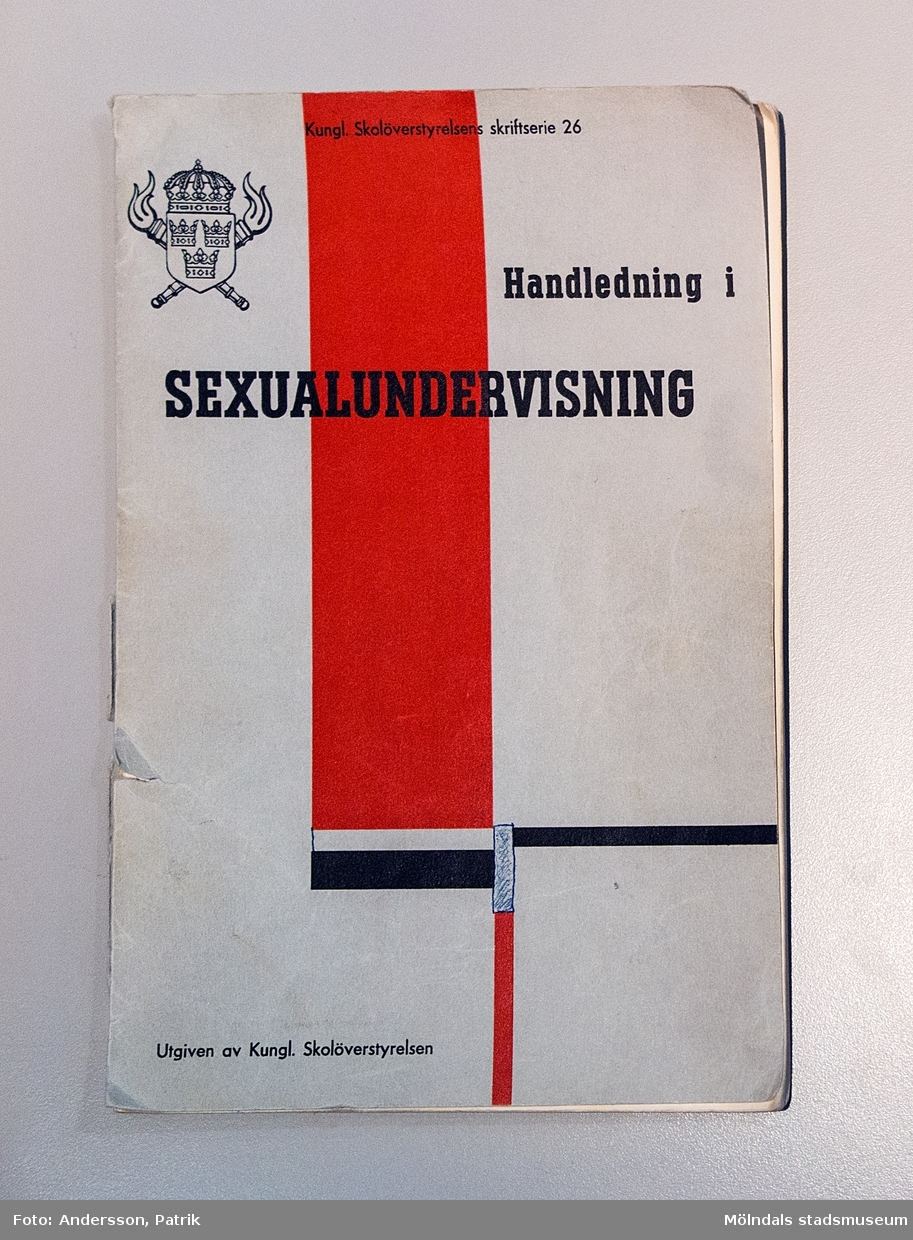
Boken ”Handledning i sexualundervisning” av Skolöverstyrelsen från 1956.

10 april 1942 kommer kungliga kungörelser överens om att sexualundervisning bör meddelas i skolan i form av tillägg till folkskolans kursplaner. RFSU var givetvis positiva till detta beslut och hade en betydande roll i inom det praktiska genomförandet av reformen. Under 1944 domineras RFSUs arbete av frågan om införandet av sexualundervisning i folkskolan. Förslaget mörklades däremot och socialstyrelsen beskrev den statliga sakkunnigkommittén som konservativa gällande tänkandet kring olika sexuella frågor. Socialstyrelsen valde att avsluta sin kritik med att uppmana till att välja nya människor till kommittén med positiva utgångspunkter i sina tankar kring sexualundervisning. Handledningsförslaget gick inte igenom på grund av de negativa reaktionerna och det var inte förrän 1947 som ett nytt betänkande föreslogs gällande sexualundervisningen. Efter flera år av överläggning diskuteras kravet på obligatorisk sexualundervisning av 1953 års RFSU-kongress. Man hänvisar till kungörelsen meddelande 1942 och beslutar att lärarna ska få en förenklad undervisning i sexualhygien under utbildningen. Vid denna tidpunkt finns ännu inga läroböcker i sexualhygien och det dröjde emellertid några år tills sexualundervisningen skulle bli obligatorisk i folkskolan. Så sent som 1954 motionerade den socialdemokratiska riksdagsledamoten Nancy Eriksson om att införa sexualundervisning som obligatoriskt skolämne. Motionen avstyrktes däremot både i statsutskottet och riksdagen.

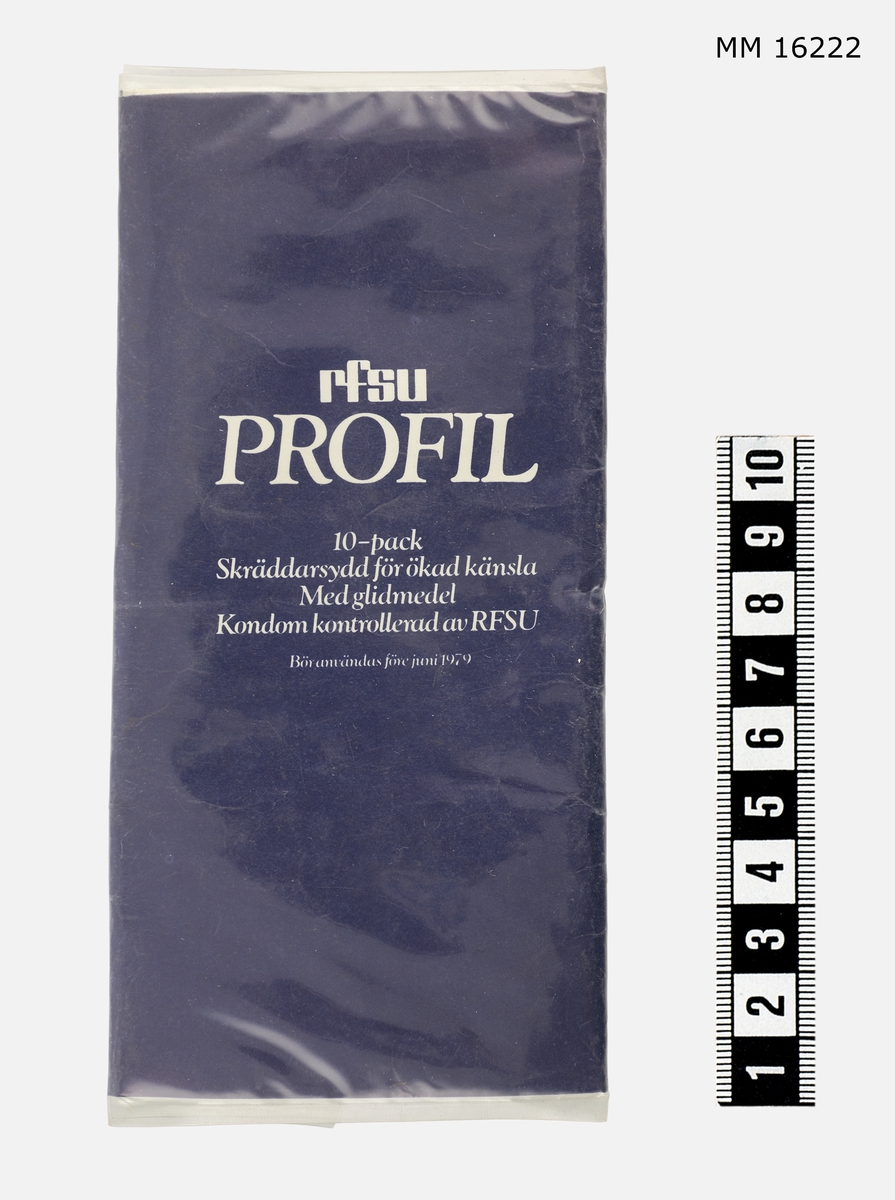
Kondom distribuerad av RFSU under 1970-talet.

### Sexualundervisningen blir obligatorisk
1 januari 1955 blir så småningom sexualundervisning förklarad obligatorisk i alla skolformer men lärarundervisningen beskrivs vara under viss kritik. Ett halvår senare hålls den första kursen för läroverkslärare och det var RFSU, tillsammans med andra studieförbund som blivit ansvariga för lärarundervisningen. Lärarbristen inom undervisningen tvingade däremot RFSU och de andra studieförbunden att tacka nej till hundratals förfrågningar om föreläsningar.
Under 1966 börjar RFSU att arbeta fram undervisningsmaterial för skolbruk. Planeringen bestod av en skriftlig del, ett bildblad och en informationsbox som bland annat skulle innehålla olika preventivmedel. ”RFSU-boxen” blev färdigställd vid årsskiftet och intresset var stort vilket ledde till att samtliga exemplar slutsåldes. Precis som tidigare var det en påtaglig brist på lärarkrafter i landet vilket gjorde det svårt att bemöta alla förfrågningar om föreläsningar, lektioner och andra informationsträffar.
Under 1970-talet utgår sexualundervisningen från RFSUs direktiv. Deras tidskrift Samspel har vid denna tidpunkt getts ut i cirka 100 000 exemplar. En rapport från 1970 visar att 60–65 % av lärarna fått utbildning för sexual- och samlevnadsundervisning. För närvarande anser nästintill alla lågstadielärare att gemensam undervisning är att föredra och en fjärdedel av mellanstadielärare tycker att det är lämpligt med separerad undervisning mellan flickor och pojkar. Majoriteten av lärarna förespråkar däremot fortfarande att skolan bör rekommendera sexuell avhållsamhet under uppväxten.

## Sexualundervisningen under 2000-talet
År 2021 ingick sexualitet, relationer, jämställdhet, normer, identitet och andra närliggande ämnen i sexualundervisningen i svenska skolorna. Kursen speglar sin samtid och varje decennium har haft olika motiv till sex- och samlevnadsundervisningen. Förväntan på undervisningen är att underbygga olika samhällsproblem relaterade till sexualitet och reproduktiv hälsa. Detta innefattar bland annat olika sexuellt överförbara sjukdomar, abort, sexuell exploatering och hedersrelaterat våld. Den sexuella avhållsamheten som förespråkades under folkhemmet är nedtonad och inställningen mer liberal.
Undervisningen förekommer i två delar, den naturvetenskapliga och samhällsvetenskapliga. Den naturvetenskapliga innehåller läran om kropp, sexualitet, preventivmedel, sjukdomar och andra biologiska ämnesområden. Den samhällsvetenskapliga delen handlar om normer, lagstiftning, historiska och religiösa aspekter samt politik. Delarna samverkar och kopplas samman inom sexualundervisningen. Läran om preventivmedel är ett exempel på ett avsnitt inom undervisningen där de båda delarna bör belysas. Preventivmedelsanvändning handlar om mer än kropp då det även berör normer, maktstrukturer, lagstiftning och tillgänglighet i samhällen globalt.
Enligt grundskolans läroplan och skollagen ska eleverna ha inflytande över både planering och genomförande av sexualundervisningen. Arbetssätten ska göra eleverna delaktiga genom diskussion, debatt, värderingsövningar eller skriftliga redovisningar. Variationen mellan arbetsmetoderna är menade att öka dynamiken i klassen och få elever att reflektera över frågor som rör sexualläran.

### Ändringar i läroplanen
Den 4 februari 2021 meddelade Utbildningsdepartementet att den svenska sexualundervisningen skulle byta namn från ”Sex och samlevnad” till ”Sexualitet, samtycke och relationer”. Beslutet motiverades med att det är en bredare beskrivning av de frågor som undervisningen behandlar. Skolinspektionens granskning visade även på att det fanns behov av förbättring inom undervisningsområdet. Som följd av detta ändrades även läroplanen för sexualundervisningen för att höja kvalitén på utbildningen. Något som betonas är skolans viktiga roll gällande främjandet av samtyckeskultur. Elever ska även få möjligheten att kritiskt förhålla sig till framställningen av sex och relationer i medier och pornografi. Den nya läroplanen ska även behandla hedersrelaterat våld och förtryck samt stärka skolans arbete med att bekämpa problemen. Förändringarna omfattar alla grund- och gymnasieskolor i Sverige och började gälla från och med den 1 juli 2022.